# Оружане снаге
Оружане снаге, понекад познате и под јединственим називом оружана сила, а колоквијално као војска или армија, је назив који се користи за друштвену организацију или скуп друштвених организација оформљених, обучених и одржаваних у сврху вођења рата. У ужем смислу се под оружаним снагама најчешће сматрају војне формације основане и одржаване од стране поједине државе, односно професионалне војничке институције. У њих понекад могу улазити и паравојне формације, мада се тај израз често користи за институције повезане с не-државним ентитетима као што су политичке странке или покрети.
У широкој употреби, термини оружане снаге и војска се често третирају као синоними, иако се у техничкој употреби понекад прави разлика у којој оружане снаге неке земље могу укључивати њене војне и друге паравојне снаге. Постоје различити облици нерегуларних војних снага, које не припадају признатој држави; иако деле многе атрибуте са редовним војним снагама, ређе се називају једноставно војним.
Војска неке нације може да функционише као дискретна друштвена субкултура, са наменском инфраструктуром као што су војни станови, школе, комуналије, логистика, болнице, правне услуге, производња хране, финансије и банкарске услуге. Осим ратовања, војска може бити запослена на додатним санкционисаним и несанкционисаним функцијама у држави, укључујући претње унутрашње безбедности, контролу становништва, промоцију политичке агенде, хитне службе и реконструкцију, заштиту корпоративних економских интереса, друштвене церемоније и националне почасне страже.
Професија војника као део војске старија је од саме забележене историје. Неке од најтрајнијих слика класичне антике приказују моћ и подвиге њених војсковођа. Битка код Кадеша 1274. п. н. е. била је једна од кључних тачака владавине фараона Рамзеса II, а његови споменици је обележавају у вајарском рељефу. Хиљаду година касније, први цар уједињене Кине, Ћин Ши Хуанг, био је толико одлучан да импресионира богове својом војном моћи да је себе сахранио са војском војника од теракоте. Римљани су посветили значајну пажњу војним питањима, остављајући потомству многе расправе и списе на ту тему, као и многе раскошно изрезбарене славолуке и победничке стубове.

## Историја
Војна историја се често сматра историјом свих сукоба, а не само историјом државне војске. Она се донекле разликује од историје рата, при чему се војна историја фокусира на људе и институције ратовања, док се историја рата фокусира на еволуцију самог рата суочену са променом технологије, влада и географије.
Војна историја има неколико аспеката. Један главни аспект је учење из прошлих достигнућа и грешака, како би се ефикасније водио рат у будућности. Други је да се створи осећај војне традиције, који се користи за стварање кохезивних војних снага. Она исто може имати за сврху изучавање ефикаснијег спречавања ратова. Људско знање о војсци је у великој мери засновано на забележеној и усменој историји војних сукоба (рата), војски и морнарица земаља учесница и, у новије време, ваздухопловних снага.